# Éparchie de Bačka
L'éparchie de Bačka (en serbe cyrillique : Епархија бачка ; en serbe latin : Eparhija bačka) est une éparchie, c'est-à-dire une circonscription de l'Église orthodoxe serbe. Elle a son siège à Novi Sad, la capitale de la province autonome de Voïvodine, en Serbie. À sa tête se trouve l'évêque Irinej.

## Localisation et extension territoriale

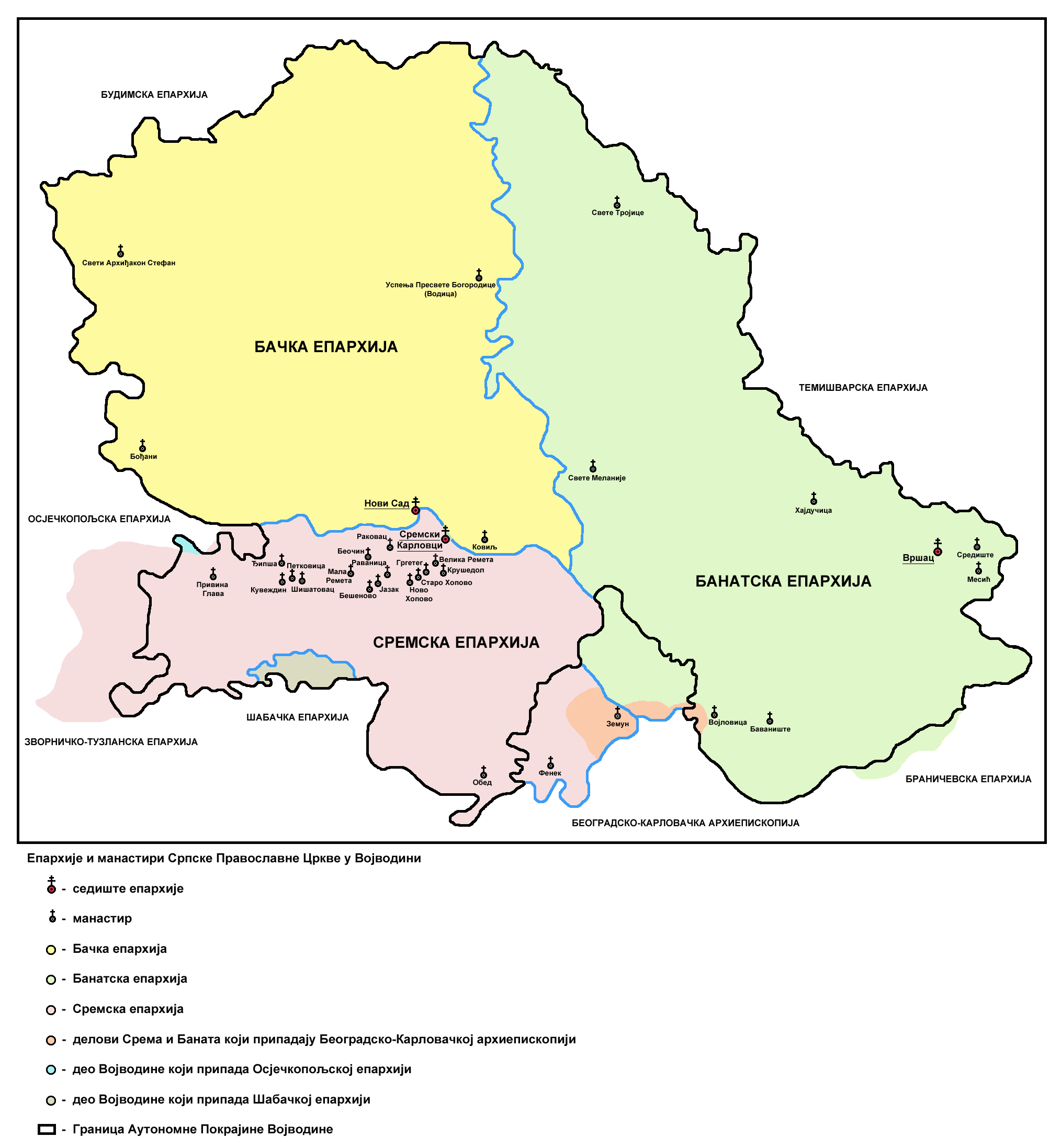
Localisation de l'éparchie de Bačka en Voïvodine

## Histoire

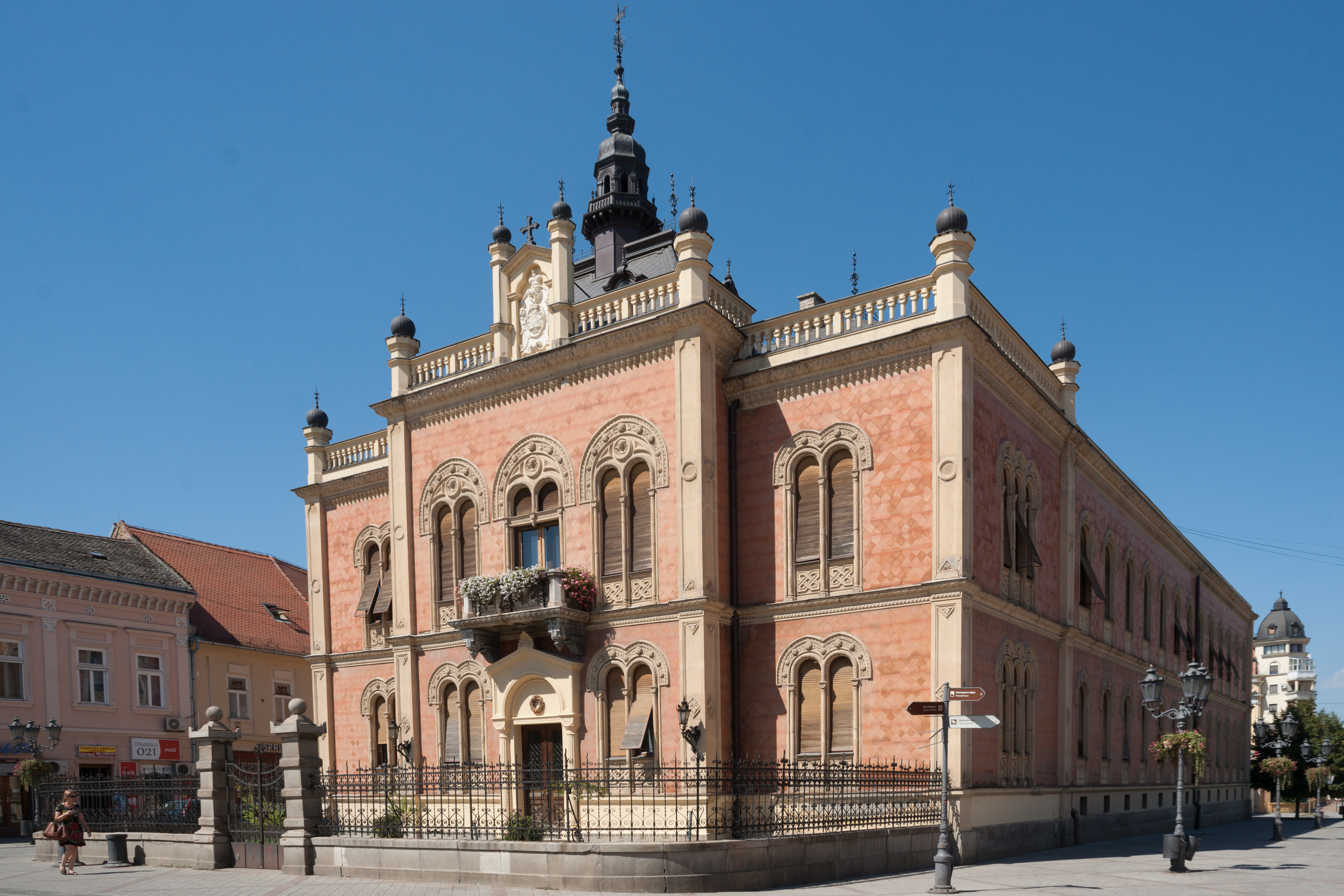
Le Palais épiscopal de l'éparchie de Bačka à Novi Sad

## Évêques
- Jeftimije Drobnjak (1695—1708),
- Stevan Metohijac (1708—1709),

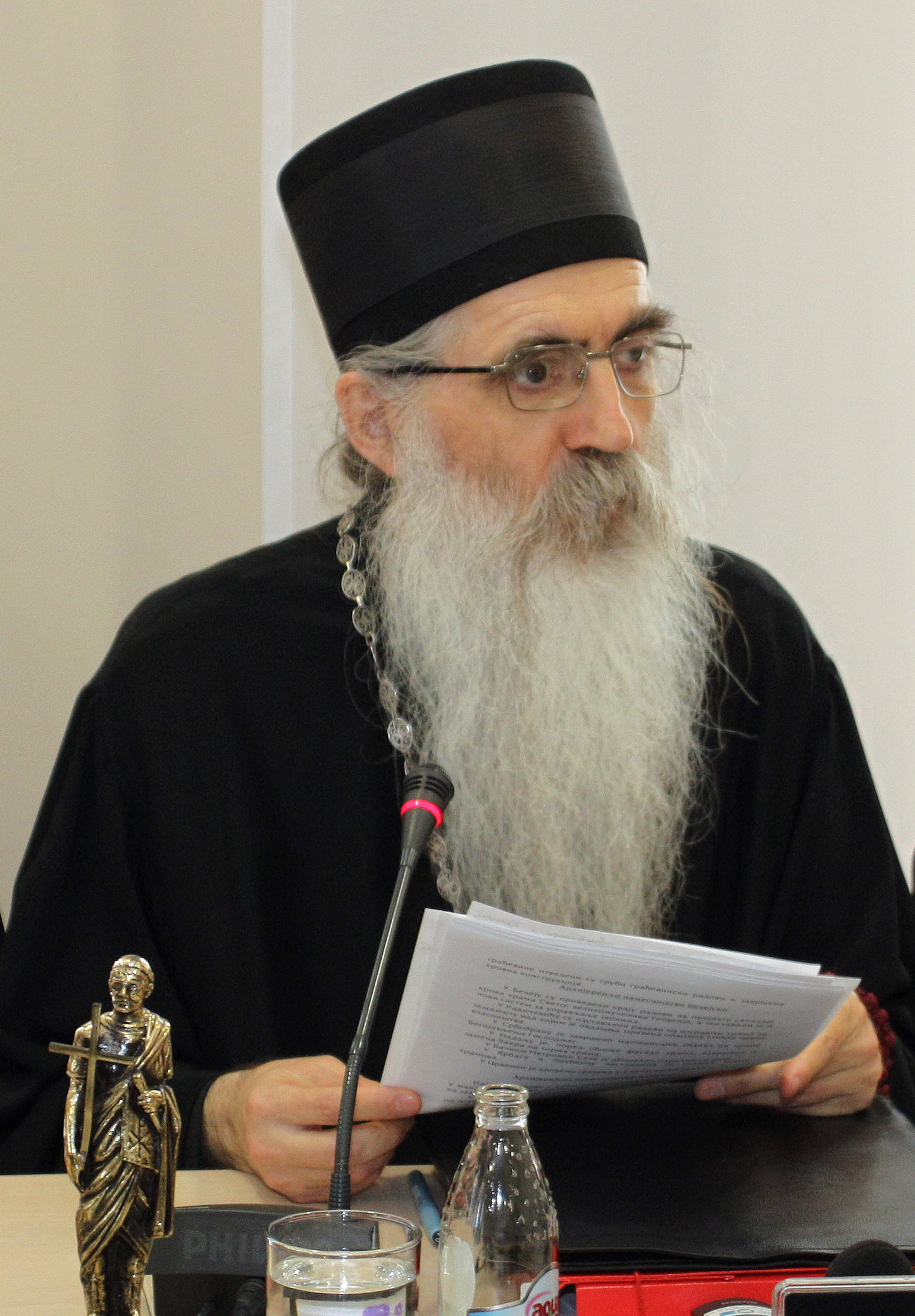
L'évêque Irinej en 2013

- Hristofor Dimitrijević-Mitrović (1710—1712),
- Grigorije Dimitrijević (1713—1717),
- Sofronije Tomašević (1718-1730),
- Visarion Pavlović (1731—1756),
- Mojsije Putnik (1757—1774),
- Arsenije Radivojević (1774—1781),
- Atanasije Živković (1781—1782),
- Josif Jovanović Šakabenta (1783—1786),
- Jovan Jovanović (1786—1805),
- Gedeon Petrović (1807—1832),
- Stefan Stanković (1834—1837),
- Georgije Hranislav (1839—1843),
- Arsenije Stojković (1843—1851), administrateur
- Platon Atanacković (1851—1867),
- German Anđelić (1874—1882),
- Vasilijan Petrović (1882—1891),
- German Opačić (1893—1899),
- Mitrofan Šević (1900—1918),
- Irinej Ćirić (1922-1955),
- Nikanor Iličić (1955-1986),
- Vasilije Vadić (1986-1988), administrateur
- Sava Vuković (1988-1990), administrateur
- Irinej Bulović (depuis 1990)

## Quelques églises
Ne sont indiquées ci-dessous que les églises inscrites sur la liste des monuments culturels de la république de Serbie.

## Monastères
| Français            | Serbe cyrillique | Emplacement | Datation                   | Photo |
| ------------------- | ---------------- | ----------- | -------------------------- | ----- |
| Monastère de Bođani | Манастир Бођани  | Bođani      | XVe siècle                 |       |
| Monastère de Kovilj | Манастир Ковиљ   | Kovilj      | XIIIe siècle ? ; 1705-1707 |       |
| Monastère de Sombor | Манастир Сомбор  | Sombor      | 1928-1933                  |       |